# Оливейра, Ронилсон
Ронилсон Матиас де Оливейра (порт.-браз. Ronilson Matias de Oliveira; 16 июля 1990, Сантус) — бразильский гребец-каноист, выступал за сборную Бразилии в конце 2000-х — начале 2010-х годов. Участник летних Олимпийских игр в Лондоне, серебряный призёр Панамериканских игр, трёхкратный чемпион Южноамериканских игр, многократный победитель и призёр регат национального значения.

## Биография
Ронилсон Оливейра родился 16 июля 1990 года в муниципалитете Сантус штата Сан-Паулу. Активно заниматься греблей начал в с раннего детства, проходил подготовку в Рио-де-Жанейро в столичном спортивном клубе «Фламенгу».
Первого серьёзного успеха на взрослом международном уровне добился в сезоне 2010 года, когда попал в основной состав бразильской национальной сборной и выступил на Южноамериканских играх в колумбийском Медельине, где вместе с напарником Эрлоном Силвой одержал победу во всех трёх дисциплинах, в которых принимал участие: в двойках на дистанциях 200, 500 и 1000 метров. Год спустя побывал на Панамериканских играх в Гвадалахаре, откуда привёз награду серебряного достоинства, выигранную в километровом зачёте двухместных каноэ — на финише их обошёл экипаж с Кубы.
Благодаря череде удачных выступлений Оливейра удостоился права защищать честь страны на летних Олимпийских играх 2012 года в Лондоне. Стартовал здесь с тем же Эрлоном Силвой в двойках на тысяче метрах — они со второго места квалифицировались на предварительном этапе, уступив на финише только команде из Азербайджана, но на стадии полуфиналов финишировали лишь четвёртыми и попали тем самым в утешительный финал «Б», где впоследствии стали вторыми — таким образом, расположились в итоговом протоколе соревнований на десятой строке. Также Ронилсон Оливейра выступал на лондонской Олимпиаде в одиночках на двухсотметровой дистанции — был пятым на квалификационном этапе и вновь занял пятое место в полуфинальной стадии, после чего в утешительном финале «Б» показал четвёртое время и стал в общем зачёте соревнований двенадцатым.
Впоследствии больше не показывал сколько-нибудь значимых результатов на крупных международных регатах.